# Дзолино
Дзолѝно (на италиански: Zollino, на местен диалект и на грико, Tzuḍḍinu, Цудино) е село и община в Южна Италия, провинция Лече, регион Пулия. Разположено е на 90 m надморска височина. Населението на общината е 2072 души (към 2012 г.).
В това село живее гръцко общество, което говори на особен гръцки диалект, наречен грико. Село Дзолино е част от етнографическия район Салентинска Гърция.